# Драме (књига Горана Стефановског)
Драме: Лет у месту; Дивље месо; Хи Фи; Тетовиране душе, корични наслов Тетовиране душе и друге драме,  је књига драма македонског књижевника Горана Стефановског  објављена 1986. године у издању издавачке куће "Народна књига" из Београда. Са македонског језика драме су превели Гојко Јањушевић, Биљана Биљановска и Горан Стефановски.

## О аутору
Горан Стефановски (Битољ, 27. април 1952 - Кентербери, Велика Британија, 27. новембар 1918) је македонски драмски писац и драматург. Дипломирао је на Филозофском факултету у Скопљу, а студирао је драматургију на Академији драмских уметности у Београду гдје је и магистрирао. Каријеру је започео на телевизији, био је асистент на Филолошком факултету у Скопљу, од 1986. године професор драме у Драмском позоришту у Скопљу, члан македонског ПЕН, Удружења књижевника од 1979. године, а од 2004. године и члан Македонске академије наука и уметности.

## О књизи
Књига Драме је објављена у оквиру збирке "Савремени југословенски писци". На коричном листу наслов гласи Тетовиране душе и друге драме.

## Драме
Књига Драме садржи четири драмска текста: Лет у месту, Дивље месо , Хи Фи и Тетовиране душе.

### Лет у месту
Радња драме Лет у месту (Лет во место) се догађа седамдесетих година 19. века - једне од кључних година новије македонске историје, у лето 1878. године, у периоду када после Санстефанског мира и Берлинског конгреса Македонија доживљава још једну годину у којој светске силе и остали балкански народи занемарују интересе Македонаца. Период са бунама за које је мало наде да успеју. Македонија је остала под оквирима Турске - нема своје школе, за црквену власт се боре све православне цркве на Балкану. Та трагична година за Македонце је година којом се Стефановски бави у овој драми.

### Дивље месо
Драма Дивље месо (Диво месо) је добила награду за најбољу драму јубиларног 25. Стеријиног позорја. Радња драме Дивљег меса се дешава у Скопљу пред Други светски рат. Још једна година кључна за македонску нацију и за цео свет. Македонци живе без своје државе, у оквиру Краљевине Југославије, као Вардарска бановина.

### Хи Фи
Драму Хи Фи (Hi Fi) Стефановски је написао 1982. године, и први пут третира проблематику у доба када Македонци живе у својој сопственој сувереној републици Македонији, у оквиру СФР Југославије. У драми један од главних ликова, враћа се после више година у свој стан и затиче тамо свог унука који је кућу довео до потпиног хаоса. И у овој драми око основног драматуршког односа, опет плете странце. Ту су Арапин, Американац и Рус. На изглед драма се бави сукобом генерација. Она се, ипак, много више бави сукобом принципа, два погрешна принципа.

### Тетовиране душе
Са драмом Тетовиране душе (Тетовирани души) Стефановски се појавио сезоне 1985-86. Премијера драме је одржана у Драмском театру у Скопљу, а онда на сцени Театра Звездара, те је то била и прва премијера једног комада Горана Стефановског у Београду. Радња романа ове драме дешава се далеко од Балканског полуострва, у САД. Ни овог пута Стефановски не напушта македонске теме, радња се дешава међу македонском емиграцијом у тренутку када тридесетогодишњи етнолог долази у САД да би проучио шта се дешава са Македонцима који живе далеко од своје домовине. Драма је освешћење младог етнолога - све његове представе о свету и Македонцима не важе.
Стефановски је скоро уз сваку своју драму написао краћи предговор, па је то случај и са драмом Тетовиране душе. Овако тумачи наслов свог комада:
| „ | Тетовиране душе су комад о јадним људима који се у свом безглавом бекству од слободе тетовирају било чиме: национализмом, вулгарно схваћеним марксизмом, сексом, дрогом или рокенролом. | ” |